# Tropidophorus misaminius
Espèce
Synonymes
- Tropidophorus rivularis Taylor, 1915
- Tropidophorus stejnegeri Taylor, 1922

Statut de conservation UICN

 LC  : Préoccupation mineure
Tropidophorus misaminius est une espèce de sauriens de la famille des Scincidae.

## Répartition

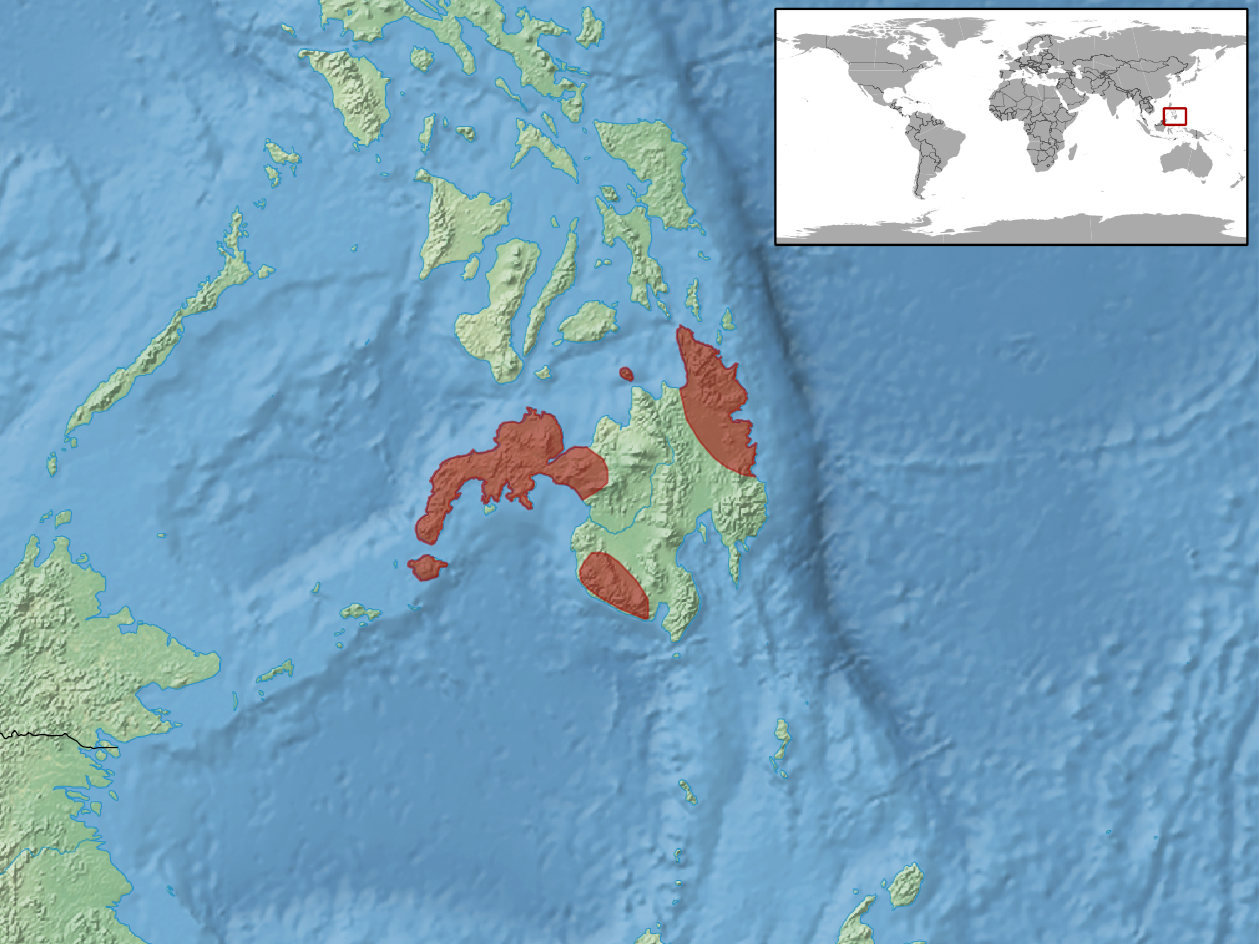
Répartition de l'espèce.

Cette espèce est endémique des Philippines. Elle se rencontre sur les îles de Basilan, de Camiguin et de Mindanao.

## Publication originale
- Stejneger, 1908 : Three new species of lizards from the Philippine Islands. Proceedings of the United States National Museum, vol. 34, p. 199-204 (texte intégral).